# Menagerie van Aken

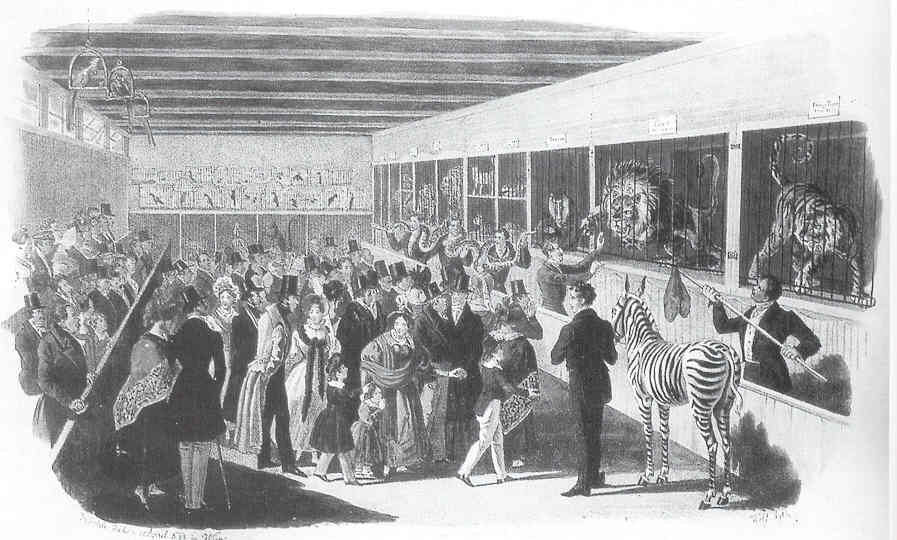
Menagerie Hermann van Aken, Wien 1833; die Darstellung zeigt Herman van Aken, wie er das Zebra erklärt, sowie Henri Martin beim Erläutern des Löwen.

Die Menagerie van Aken (auch: van Acken oder van Aaken) war ein Familienunternehmen niederländischer Herkunft, das in der ersten Hälfte des 19. Jahrhunderts neben einem Tierhandel mit mehreren Tierschauen durch Europa reiste und zu den bekanntesten Wandermenagerien zählte.

## Hintergrund

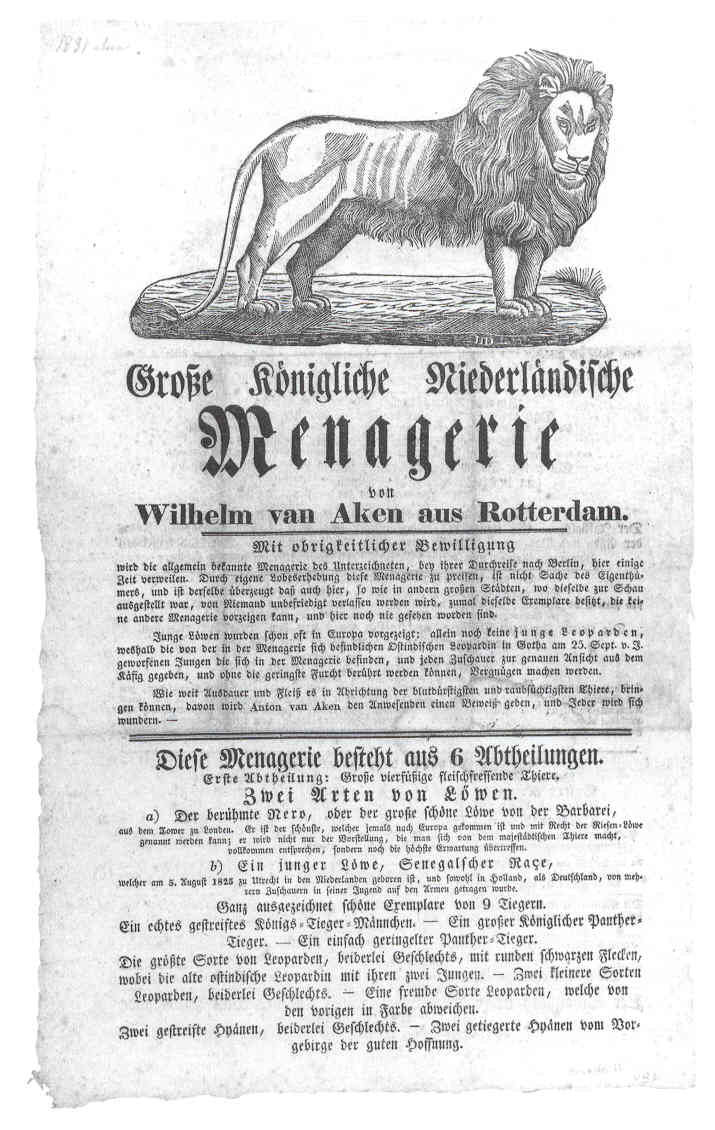
Menagerie Wilhelm van Aken, Ankündigungszettel 1827/1831 mit Hinweisen auf eigene Raubkatzenzüchtungen

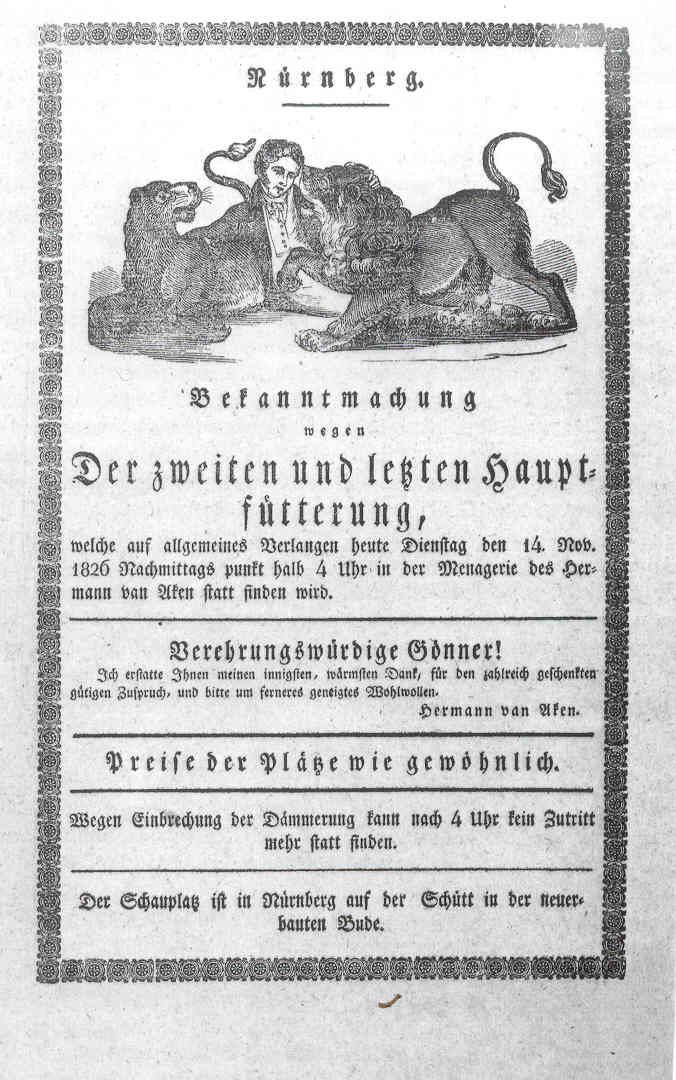
Menagerie Hermann van Aken: Hermann van Aken mit Löwenpaar; Anschlagzettel, Nürnberg 1826

1791 gründete der Geflügelhändler Anthonys van Aken (1753–1826) in Rotterdam eine sogenannte stationäre Handelsmenagerie, in der er exotische Tiere sammelte und verkaufte. Sie wurde 1792 und 1793 von Prinz Wilhelm von Oranien aufgesucht, der Menagerien in Den Haag und Apeldoorn besaß. Ab 1796, während der Zeit der napoleonischen Besetzung der Niederlande, reiste van Aken mit seiner Sammlung durch die Niederlande. 1804 ließ er sich als Tierhändler in Amsterdam nieder. In den folgenden Jahren profitierte er davon, dass sich Louis Bonaparte, ab 1806 König von Holland, bis zu seiner Abdankung 1810 nicht an der Kontinentalsperre beteiligte, so dass weiterhin in den niederländischen Häfen exotische Tiere eingeführt werden konnten. Die darin gründenden Handelsbeziehungen erwiesen sich nach 1815 für die Kinder van Akens als vorteilhaft.

## Familienmenagerie
Die fünf Kinder Anthonys van Akens betrieben wandernde Tierschauen, mit deren Beständen sie auch handelten. Reiserouten sowie Ein- und Verkauf wurden von den Geschwistern untereinander gewinnbringend aufgeteilt. Belegt ist die Beteiligung der Familie van Aken an der Beschaffung von Tieren für die Menagerie Friedrichs I. von Württemberg in Stuttgart 1815.
Anton van Aken (1784–1868) zog ab 1814 mit einer Menagerie Eintracht durch Europa. Im Jahre 1839 verhandelte er mit dem Amsterdamer Zoo über einen Tierverkauf und bot sich dem Zoo zudem als Betreuer von dessen Tieren an. 1849 verkaufte er seinen Tierbestand an Gottlieb Kreutzberg. Sein jüngerer Bruder Wilhelm van Aken († 1858) trat 1810 in Amsterdam auf der Kermis mit einer Tierschau auf. Ab 1817 betrieb er mit seinem jüngsten Bruder Hermann zusammen eine königlich privilegierte Menagerie. Wilhelm betätigte sich als Einkäufer und erwarb unter anderem Tiere in England, darunter auch zwei Zebras, die Hermann 1820 ausstellte. 1821 war er mit der Menagerie der Philippine Tourniaire, der Ehefrau des Kunstreiters und Menageristen Jacques Tourniaire, in Holland unterwegs. Ab 1825 reiste Wilhelm mit seiner Tierschau vorwiegend durch die deutschsprachigen Gebiete und durch Russland und trat dabei als Tierhändler am preußischen Hof in Erscheinung; am 1. September 1832 besuchte König Friedrich Wilhelm III. in Berlin seine Menagerie. 1837 übergab er seinem Sohn Anton die königlich privilegierte Schau, verkaufte einen Teil seiner Tiere an Kreutzberg und ließ sich mit einem Geschäft für exotische Vögel und Wildgeflügel in Rotterdam nieder. Wie sein Bruder Wilhelm tourte auch Cornelius van Aken (auch: Cornelis) zwischen 1825 und 1828 mit der Menagerie von Madame Tourniaire. 1828 trat er mit einer eigenen Tierschau auf. 1838 kaufte er die Tiere seines Schwagers Henri Martin sowie in England einen Elefanten. 1839 verkaufte er durch Vermittlung seines Bruders Wilhelm seine Tiere an den Zoo in Amsterdam und war dort seit 1840 für ein Jahresgehalt von 600 Gulden als Betreuer tätig; nebenher unterhielt er einen Hunde- und Vogelhandel.
Der jüngste Bruder, Hermann van Aken (1797–1834), betrieb die angesehenste Tierschau der Familie. Er arbeitete zunächst bei seinem Bruder Wilhelm und machte sich 1819, versehen mit königlichem Privileg, mit seiner Schwester Cornelia Wilhelmine Gertrude van Aken selbständig, die den französischen Dompteur Henri Martin heiratete. Martin wurde zwischen 1822 und 1824 Hermanns Kompagnon und beförderte dessen Tierschau durch seine Raubkatzendressuren. Hermann van Aken wurde zum Berater der Tierparks auf der Pfaueninsel und in Schönbrunn. In Wien heiratete er 1829 Katharina Sidonia Freiin Dubsky von Wittenau, deren Vater dort ein Wachsfigurenkabinett betrieb. 1832 verlor Hermann van Aken in Pilsen fast seinen ganzen Raubkatzenbestand durch Rotz; 1834 stellte er in London eine neue Sammlung zusammen. Am 2. Dezember 1834 starb Hermann van Aken in Hamburg. Seine Witwe führte die Tierschau noch einige Zeit weiter und heiratete dann Johann Colloredo-Saalfeld, einen kaiserlichen Hofrat und Gesandten.